# Ahmad Fathi Surur
Ahmad Fathi Surur, Ahmed Fathi Sorour (ur. 9 lipca 1932, zm. 5 kwietnia 2024) – egipski prawnik, polityk i dyplomata, były minister edukacji. Przewodniczący Zgromadzenia Ludowego w latach 1990-2011.

## Życiorys
Ahmad Fathi Surur urodził się w 1932. Ukończył prawo na Uniwersytecie Kairskim oraz University of Michigan. Po zakończeniu nauki rozpoczął pracę zawodową, początkowo jako asystent prokuratora generalnego (1953-1959). W 1976 został prawnikiem w Sądzie Apelacyjnym. W 1959 objął funkcję profesora na Wydziale Prawa Uniwersytetu Kairskiego. Od 1983 do 1985 był dziekanem tego wydziału, a następnie zastępcą rektora Uniwersytetu Kairskiego (1985-1986) oraz przewodniczącym Wysokiej Rady Uniwersytetów w Egipcie (1987-1990).
Przez wiele lat pracował jako dyplomata. W 1964 był attaché kulturalnym w egipskiej ambasady w Szwajcarii, doradcą ds. kultury w ambasadzie we Francji (1965-1970) oraz stałym przedstawicielem Ligi Państw Arabskich przy UNESCO (1972-1978).
Jest członkiem Biura Politycznego rządzącej w Egipcie Partii Narodowo-Demokratycznej. W latach 1986–1990 pełnił funkcję ministra edukacji. W kwietniu 1989 został deputowanym do Zgromadzenia Narodowego, niższej izby parlamentu. W listopadzie 1990 objął stanowisko przewodniczącego izby. W latach 1990–1991 pełnił funkcję przewodniczącego Unii Parlamentów Afrykańskich, a w latach 1994-1997 przewodniczącego Unii Międzyparlamentarnej.
W czasie swej kariery zawodowej i politycznej był członkiem wielu organizacji i stowarzyszeń, m.in. Instytutu Nauk Kryminalnych we Włoszech (1985-1993), Międzynarodowej Rady ds. Edukacji w Genewie (1987-1989), Rady Wykonawczej UNESCO (1989-1993), Międzynarodowego Stowarzyszenia Prawa Karnego, Stowarzyszenia Przyjaźni Egipsko-Rosyjskiej. Był także członkiem różnych inicjatyw dotyczących praw człowieka, m.in. przewodniczącym Międzynarodowej Konferencji ds. Praw Człowieka w Prawie Islamskim w 1979 oraz przewodniczącym Międzynarodowej Konferencji ds. Edukacji w Genewie w 1989.
Jako prawnik pełnił funkcję przewodniczącego Związku Prawników Egipskich (1984-1992), przewodniczącego Stowarzyszenia Egipskich Prawników Francuskojęzycznych, przewodniczącego Egipskiego Stowarzyszenia Prawa Karnego oraz przewodniczącego Egipskiego Stowarzyszenia Rozwoju Społecznego i Kulturalnego. Jest autorem wielu publikacji z dziedziny praw człowieka, prawa karnego i edukacji.